# تشارلي جونز (لاعب كرة قدم أمريكية)
تشارلي جونز (بالإنجليزية: Charley Jones)‏ هو لاعب كرة قدم أمريكية أمريكي، ولد في 24 يناير 1929 في Summers, Arkansas ‏ في الولايات المتحدة، وتوفي في 11 أغسطس 2000.